# Puntate di MythBusters (ottava stagione)
L'ottava stagione di MythBusters è stata trasmessa in prima visione negli Stati Uniti d'America da Discovery Channel dal 4 gennaio 2010. La serie è terminata il 22 dicembre 2010.
| nº | Titolo originale           | Titolo italiano | Prima TV USA     | Prima TV Italia |
| -- | -------------------------- | --------------- | ---------------- | --------------- |
| 1  | Boomerang Bullet           | -               | 4 gennaio 2010   | -               |
| 2  | Soda Cup Killer            | -               | 24 marzo 2010    | -               |
| 3  | Dive to Survive            | -               | 31 marzo 2010    | -               |
| 4  | Spy Car Escape             | -               | 7 aprile 2010    | -               |
| 5  | Bottle Bash                | -               | 14 aprile 2010   | -               |
| 6  | No Pain, No Gain           | -               | 28 aprile 2010   | -               |
| 7  | Mythssion Control          | -               | 5 maggio 2010    | -               |
| 8  | Duct Tape Hour 2           | -               | 12 maggio 2010   | -               |
| 9  | Waterslide Wipeout         | -               | 19 maggio 2010   | -               |
| 10 | Fireball Stun Gun          | -               | 2 giugno 2010    | -               |
| 11 | Flu Fiction                | -               | 9 giugno 2010    | -               |
| 12 | MythBusters Top 25 Moments | -               | 16 giugno 2010   | -               |
| 13 | Car Conundrum              | -               | 23 giugno 2010   | -               |
| 14 | Hair of the Dog            | -               | 6 ottobre 2010   | -               |
| 15 | Storm Chasing Myths        | -               | 13 ottobre 2010  | -               |
| 16 | Cold Feet                  | -               | 20 ottobre 2010  | -               |
| 17 | Tablecloth Chaos           | -               | 27 ottobre 2010  | -               |
| 18 | Arrow Machine Gun          | -               | 3 novembre 2010  | -               |
| 19 | Mini Myth Madness          | -               | 10 novembre 2010 | -               |
| 20 | Reverse Engineering        | -               | 17 novembre 2010 | -               |
| 21 | Inverted Underwater Car    | -               | 24 novembre 2010 | -               |
| 22 | Bug Special                | -               | 1º dicembre 2010 | -               |
| 23 | President's Challenge      | -               | 8 dicembre 2010  | -               |
| 24 | Green Hornet Special       | -               | 15 dicembre 2010 | -               |
| 25 | Operation Valkyrie         | -               | 22 dicembre 2010 | -               |

## Boomerang Bullet
- Titolo originale: Boomerang Bullet

## Soda Cup Killer
- Titolo originale: Soda Cup Killer

## Dive to Survive
- Titolo originale: Dive to Survive

## Spy Car Escape
- Titolo originale: Spy Car Escape

## Bottle Bash
- Titolo originale: Bottle Bash

## No Pain, No Gain
- Titolo originale: No Pain, No Gain

## Mythssion Control
- Titolo originale: Mythssion Control

## Duct Tape Hour 2
- Titolo originale: Duct Tape Hour 2

## Waterslide Wipeout
- Titolo originale: Waterslide Wipeout

## Fireball Stun Gun
- Titolo originale: Fireball Stun Gun

## Flu Fiction
- Titolo originale: Flu Fiction

## MythBusters Top 25 Moments
- Titolo originale: MythBusters Top 25 Moments

### Trama
Episodio speciale

## Car Conundrum
- Titolo originale: Car Conundrum

### Trama
Episodio speciale

## Hair of the Dog
- Titolo originale: Hair of the Dog

## Storm Chasing Myths
- Titolo originale: Storm Chasing Myths

## Cold Feet
- Titolo originale: Cold Feet

### Trama
| Titolo                                             | Descrizione mito                                                                        | Esito                  | Spiegazione dell'esito |
| Feci Verso Il Ventilatore (When Feces Hit the Fan) | Davvero è possibile lanciare delle feci verso il ventilatore?                           | Plausibile (Plausible) | Adam e Jamie hanno utilizzato, per ragioni di sicurezza, delle "feci artificiali" per sperimentare il mito. Con un ventilatore da 30,5cm i risultati sono stati scadenti ma i MythBusters hanno provato a lanciare le feci contro il ventilatore da 51cm e la variazione è stata evidente, in quanto lo "spruzzo" è stato ampio. Con un ventilatore da 76cm, i MythBusters hanno ottenuto il risultato che volevano, ovvero "feci artificiali" attorno al ventilatore. Anche usando un ventilatore da 12m i ragazzi ottengono lo stesso risultato. Il mito è stato dichiarato plausibile perché il detto inglese è vero a seconda del diametro del ventilatore. |
| Piedi Freddi (Cold Feet)                           | Si possono davvero avere i piedi freddi quando si sta facendo qualcosa che si ha paura? | Plausibile (Plausible) | Il team di costruzione, sapendo che la temperatura media del piede umano è di 36 °C, hanno deciso che ognuno di loro verrà sottoposto ad una prova a seconda di cosa si teme: per primo, Tory, che ha la fobia delle alte quote, ha registrato una temperatura dei piedi invariata nonostante le numerose acrobazie dell'aereo in cui egli ne è passeggero. Grant, che ha la fobia dei ragni, viene sottoposto all'esperimento dell'"aracnosedia" (il test consiste nel far camminare per alcuni minuti delle tarantole attorno alla testa dell'individuo) e i suoi piedi registrano il calo di temperatura di 8,3 °C. Kari, vegetariana, ha mangiato un verme ed una cavalletta e ha registrato un calo di temperatura dei piedi di 8,3 °C. Il mito è stato dichiarato plausibile perché entrano in gioco alcuni fattori che condizionano psicologicamente l'individuo, scegliendo così di fuggire o di lottare. |

## Tablecloth Chaos
- Titolo originale: Tablecloth Chaos

## Arrow Machine Gun
- Titolo originale: Arrow Machine Gun

## Mini Myth Madness
- Titolo originale: Mini Myth Madness

## Reverse Engineering
- Titolo originale: Reverse Engineering

## Inverted Underwater Car
- Titolo originale: Inverted Underwater Car

## Bug Special
- Titolo originale: Bug Special

## President's Challenge
- Titolo originale: President's Challenge

## Green Hornet Special
- Titolo originale: Green Hornet Special

## Operation Valkyrie
- Titolo originale: Operation Valkyrie